# Resta ancora un po' (Emma)
Resta ancora un po' è un singolo della cantautrice italiana Emma, pubblicato il 6 ottobre 2014 come unico estratto dal primo album dal vivo E Live.

## Descrizione
Si tratta di una reinterpretazione dell'omonimo singolo di Antonino Spadaccino, originariamente scritto dalla stessa Marrone e musicato da Pino Perris.

## Tracce
Testi di Emma Marrone, musiche di Pino Perris.
1. Resta ancora un po' – 3:31

## Classifiche
| Classifica (2014) | Posizione massima |
| ----------------- | ----------------- |
| Italia            | 16                |